# ベガッ太
ベガッ太（ベガッた）は、日本プロサッカーリーグ（Jリーグ）に所属するプロサッカークラブ・ベガルタ仙台のマスコットキャラクター。本項目では妹「ルターナ」についても記述する。

## 概要
クラブ名の由来である彦星（アルタイル）の属する「わし座」にちなみ、ギリシア神話で「勝利をもたらす」としてクラブエンブレムにも用いられる鷲をモチーフとしている。名前は一般公募で決定。

## プロフィール
- 血液型：勝利のV型
- セールスポイント：ジワリジワリと相手を追い込むイタズラ、斜め45度からのイタズラ
- 趣味・気分転換法：日向ぼっこ、釣り、料理、ショッピング
- 好きな言葉：LOVE&PEACE、質実剛健、ひょうたんからこま
- 好きな選手・憧れの選手：ベガルタ仙台の選手全員
- 好きな食べ物：ホヤ、カレーライス、牛タン、アワビ
- 好きな芸能人は『浅香唯』『サトミキ』『あだっちぃー』。特に浅香唯については、直筆のサインと写真集を大切に持ち歩いているほど。この他に、佐久間良子のことも「ちょっと好き」としている。
- 特技は即興で描く似顔絵。バッグの中にはホワイトボードとペンを常備しており、筆談でサポーターをいじることも得意。一部のサポーターからは「画伯」と言われている。
- 愛車はハマー（自転車）。どっしりとした体型からは想像できないが運動能力に優れている。
- 彼女はいないらしく、つねに急募している。
- 日本ほや協会・会長である。

## 性格・パフォーマンス
愛らしい外見とは裏腹のふてぶてしい性格といたずらっ子キャラとして知られ、Jリーグのマスコットの中では珍しいヒール（悪役）キャラクターである。宇都宮徹壱には「オッサンのような行動様式」と評された。愛称は「ベガッ太くん」であるが、このようなキャラクターから畏敬の念を込めて「ベガッ太さん」「怪鳥」と呼ぶ人も多い。ノッシノッシとゆっくり歩き、気に入らないことがあるとふてくされる。
- ユアテックスタジアム仙台で行われる試合においては、開門してからしばらくの間コンコースやスタンドに出没し、手にしたマジックハンドや扇子などを使って、店員やサポーターにちょっかいを出すなど悪戯をしながらコミュニケーションをとる。直筆サイン入りのベガッ太カードを持ち歩いていてサポーターにプレゼントすることがあるが、おねだりするサポーターを適当にあしらい、気が向いた時だけプレゼントする上、ごくたまに「はずれカード」をプレゼントすることがある。試合開始前にはPKパフォーマンスを行ったり、自転車でピッチを一周したりする。選手紹介時や試合中には客席に入り込んでサポーターと一緒に応援していることも多く、2007年8月30日の対京都サンガF.C.戦に遠征した際も同様の行動をとった。ベガルタ仙台が勝った時にはサポーターが歌う「AURA」にあわせて踊る。負けた場合はがっくりしながらサポーターにお辞儀し、場合によっては土下座をすることがある。
- ユニフォームは1999年の登場以来新調されていなかったが（アシックスのロゴが書体変更に伴い外された程度）、2012年に新調された（デザインはそのままだが、ソックスの色を変更。同年4月4日のナビスコカップ・鳥栖戦よりシャツにアシックスの現行ロゴをプリント）。2015年にはユニフォームサプライヤーがアディダスに変更され、ホーム3戦目（リーグ戦・カップ戦通算）のJ1第1ステージ第4節・清水戦でアディダス版ベガッ太が初お目見えとなった（靴も3本線入りに）。また地元の百貨店である藤崎から贈られた甚平や、ベガルタ仙台のスーツサプライヤーである佐田製と思われるスーツを着用することがある。
- 「エル・ゴラッソ」の連載漫画『蹴球風見鶏』（作・とうこくりえ）では、目つきが悪く（黒目が小さく）アレンジされ、鼻の穴が省略されている。台詞はズーズー弁のヒールキャラとなっている。ディーオとは“仲良くケンカする”間柄という設定。
- 2008年からブログを毎日続けるくらいに本当はマメで殊勝な一面もある。

## Jリーグマスコット総選挙
Jリーグ公認ファンサイトのJ's GOALがFUJI XEROX SUPER CUPにあわせて行っている企画「第1回 輝く!Jリーグマスコット大賞」で、マスコット大賞を受賞し初代王者としてセンターポジションを獲得した。。2014年の同企画は3位、2015年の同企画では5位に甘んじたが、2016年の同企画で1位に返り咲いた。

## エピソード

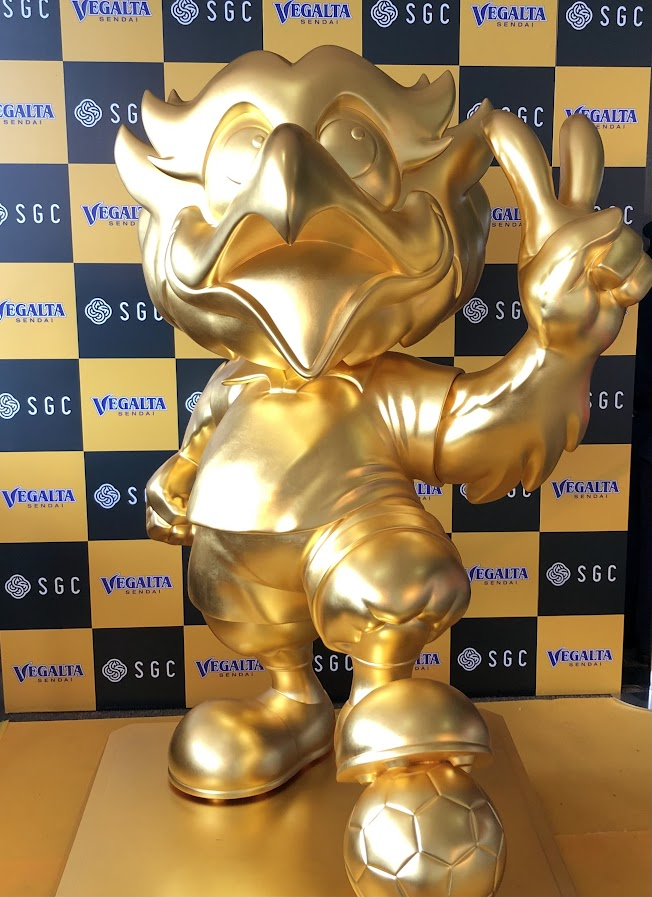
金箔ベガッ太

- 好物の中でもホヤについては強いこだわりを持つ。
  - 2007年の誕生日にスタジアムDJの大坂ともおにプレゼントを要求。大坂から「プレゼント何がほしい?」とたずねられ、「ホヤ」を要求。後日、女の子のサポーターよりホヤのプレゼントをもらった。
  - 2009年の誕生日には、スポンサーから新鮮なホヤを100個贈呈された。また、限定1000個でホヤとコラボしたオリジナルストラップを発売し、わずか20分足らずで完売。この時のサポーターに向けたお誕生日メッセージは「I♥love　ホヤ」だった。
  - 2015年の誕生日セレモニーでも同様にホヤが贈呈されるとその場で包丁を手にさばいてみせ、一切れを大坂ともおに食べさせた。
- 村林いづみとはスカパーでのリポーター時代から仲がよく、たびたびいたずらのターゲットにしている。2009年6月3日に行われたベガルタ仙台対ファジアーノ岡山戦にて、この日が誕生日であった村林の誕生日記念としてケーキを村林の顔面にお見舞いした[6]。
- ミーヤ、コトノちゃんにちょっかい出す。
- アウェイゲームでも出没する場合あり。
- 2008年6月15日の対モンテディオ山形戦にてNDソフトスタジアム山形来場を果たし、同年着ぐるみ化された山形のマスコット・ディーオと共演を果たした。
- 2010年11月14日の磐田戦で、始球式を務めたフィギュアスケーターの羽生結弦（当時15歳）に対して、スカパー!中継時のハーフタイムでのインタビューの間、ひたすら羽生の顔をなで回すという悪戯を行った上に、翌2011年5月28日の横浜F・マリノス戦では羽生にイナバウアーをリクエストするという無茶振りを行っている[7]。
- 2012年J's GOALのフォトアクセスランキングで2度月間1位[8]。
- 2013年8月公開の映画「劇場版 獣電戦隊キョウリュウジャー ガブリンチョ・オブ・ミュージック」のエンディングに出演。
- 2015年6月23日（5:25～8:00）のフジテレビ「めざましテレビ」に出演。第84回全日本フィギュアスケート選手権大会特集コーナーで、ベガッ太は2010年11月14日のジュビロ磐田戦で始球式を務めたフィギュアスケーターの羽生結弦選手についてインタビューを受ける。[9]
- 2019年2月25日のブログでルターナに対するTV局クルーの対応について愉快に絡む。
- 2019年10月にティーライズのお笑いライブに出演。
- 2021年11月3日のブログでベガルタハウスの完成式に出席し「大変、良いお家でした♡」と述べた。
- 2022年の富士フイルムスーパーカップ「川崎フロンターレ vs 浦和レッズ戦」でロビー、ミーヤ、ドロンパに仙台銘菓「萩の月」を配布[10]。
- ホームで開催する岡山戦で、スタジアム内のドリンク類50％オフという企画を発表。Twitterで「カレーは飲み物」論争を起こし半額となる。この論争はキー局やネット記事で大きく取り上げられた[11][12]。
- 2022年6月27日のブログにて自身の公式ぬいぐるみをサトミキに送った旨を綴った所、お礼リプが来て喜ぶ。後日芸能界引退の知らせを聞いて日記で反応した。
- 仙台育英高校による深紅の大優勝旗の白河越えをブログで祝福。
- 2022年10月1日のブログで有名ブランドと並んだ写真、赤い羽根共同募金関連のツイートが話題に[13]。
- 11月23日、ファン感謝の集いにおいて「ベの個展」を開催。
- 2023年3月29日、仙台三越の大黄金展で純金の金箔ベガッ太が登場[14]。
- 5月17日、日本テレビ系で放送された「有吉の壁～国立競技場で爆笑ネタ！サッカー名手も集結！Ｊリーグ30周年特別コラボ～」に登場し、ちょっとだけ爪痕を残した。
- 5月28日、仙台がジェフに初勝利した日にOut Of Context Footballという海外の有名アカウントに取り上げられた[15]。
- 6月11日、極秘観戦していた緑仙から「今日のベガッ太くん」として[16]。
- 2024年2月5日、Xで幼稚園訪問のツイートが130万越えのアクセスでバズる[17]。
- 3月9日、クラブ30周年記念に絵描き歌が作られた[18]。
- 8月4日、清水戦にパリ五輪で東北勢最初のメダルを獲得した赤間凛音が来場。彼女のメダル獲得に対し独特な表現で称える[19][20]。
- 2025年5月11日、柏原竜二より仙台国際ハーフマラソン大会で目撃談をツイートされる[21]。
- 5月13日、JマスコットARチャレンジで全部門優勝[22][23]。
- 8月2日、藤やん·うれしーと写ったブログの題名が夏目漱石をオマージュ[24][25]。

## 地域活動
- 普段は地域連携部のスタッフとしてお仕事。[26]
- ベガルタ仙台に関する活動の他、クラブコーディネーターの平瀬智行や地域連携課スタッフの菅井直樹と共にホームタウン活動に出演する機会も多い。
- 泉地区交通安全協会では、ユアスタがある泉区内の小学校に、ベガッ太が描かれたランドセルカバーを2002年から新1年生向けに配布している。

## ルターナ
2018年12月、ベガルタ仙台の創立25周年記念事業として、「（仙台七夕にあたる）8月7日の問い合わせ以降、 身辺調査や医療技術での検査で判明したベガッ太の妹」で“契約を結んだ”という設定で誕生したキャラクター。名称については一般公募が行われ、仙台七夕に因んだベガ（織姫）とアルタイル（彦星）の『ルタ』、七夕の『ターナ』、誕生日でもある8月7日の「ナ」を組み合わせた名前として命名された。
ベガッ太同様鷲をモチーフとしたキャラクターで「恥ずかしがり屋だが、自由奔放な兄をたしなめる大人な一面も持ち合わせている」というキャラクター付けが成されている。

### エピソード
- 普段は地域連携部のスタッフとしてお仕事。[31]
- 以前はベガルタ仙台公式Twitterでも【#ルターナ】で発信していた。
- 勝った試合ではTwitterで祝福する事が多い[32][33][34]。
- チアとダンスをする事もある[35]。
- 2024年4月25日、クラブ30周年記念に絵描き歌が作られた[36]。

## 書籍
- いたずらっ子 ベガッ太参上（実業之日本社）2013年11月 ISBN 978-4408454788